# 洛加公園球場
洛加公園是位於英格蘭東北部泰恩-威爾郡桑德兰的足球運動場，由1897至1997年期間直至球隊搬遷到光明球場為止是桑德兰足球俱乐部的主場球場。在球場的歷史末年，容量約為22,500座，而只有小部份為坐席。雖然如此，球場早年的容量是大很多的，曾吸引破記錄的75,118名球迷進場觀戰。

## 歷史
在1890年代，時任新特蘭的主席與其兄弟決定為球會興建一個較大的球場，用以取代當時使用中的「纽卡斯尔路体育场」（Newcastle Road）。球會與泰納特先生（Mr. Tennant）商討購買其擁有的農地，亦承諾為他在地盤興建一座住宅作為購地條件之一，於住宅完成前球會雖然支付土地的租金。
洛加公園於購地後一年內啟用，其木構看台只花了3個月便完工。「大鐘看台」（Clock Stand）設有32行，但沒有設置座位，只為安全而裝置一度防撞圍欄。草皮購自愛爾蘭，其質素十分優良，一直使用了38年。球場草坪為方便去水，四週相對中央位置約低1英呎。1898年9月10日由第六任倫敦德里侯爵查理斯·雲尼-譚拔士-史超活（Charles Vane-Tempest-Stewart, 6th Marquess of Londonderry）主持正式揭幕，首場賽事由新特蘭與利物浦進行友誼賽，主隊小勝1-0，吉姆·莱斯利（Jim Leslie）射入球場歷來首個入球。
1912年「洛加看台」（Roker End）首先用三合土改建，到了1913年球場的容量達到5萬之多。其後在1929年原來的舊木構大看台被拆卸，由阿奇巴尔·雷奇設計改建為新的主看台，但球會差點為新看台的工程而破產。當時球場的官方容量為6萬人，但在某些賽事球場甚至可擠入多達7萬5,000名觀眾。1930年代更多的工程展開，「大鐘看台」於1936年重建，這個長達114米（375英呎）的巨型建築物由時任新特蘭主席禾達·雷尼爵士（Sir Walter Raine）的夫人主持揭幕。
第二次世界大戰期間一枚炸彈降落球場草坪中央，炸死一名路過球場的警察。1952年洛加公園設置汎光燈，是繼阿仙奴的後第二個裝設夜間照明的球場。燈光初時只是臨時試用性質，於證實效果良好後，在季末才正式成為固定裝置。當英格蘭獲選主辦1966年世界盃後，作為舉辦球場之一的洛加公園在「大鐘看台」進行改善工程，添置座位，並為「富維爾看台」（Fulwell End）加裝頂蓋。
於1970年代期間，洛加公園進行更多改善工程，包括設置地下灑水系列、將汎光燈亮度提升至歐洲足協要求標準、裝設電子監察人群系統和重舖頂蓋。但到了1980年代，新特蘭成績大幅下滑，更有一季首次降班到丙組聯賽，洛加公園開始步向衰敗，入數球迷數目直線下跌，「洛加看台」（Roker End）受影響至深。
在1990年代初於《泰萊報告書》發表後，英格蘭足球總會規定所有英超及甲組球會的主場需要改建為全坐席，在1990/91年球季時新特蘭剛在英超成立前兩季的甲組聯賽降班，正尋求立即重返頂級聯賽，改建球場將大大減低球場容量，但洛加公園所處的位置限制擴建的可行性，因此時任主席鲍勃·穆雷（Bob Murray）決定另覓地點興建新球場。1992年球會宣佈在日產車廠附近興建48,000座的新球場計畫，作為一個龐大的綜合休閒區的主要部分，但因車廠提出反對而告終。直到5年後的1997年，新特蘭才搬遷到在洛加公園附近已廢棄的芒克威爾茅斯煤礦（Monkwearmouth Colliery）舊址上興建的光明球場。
1996/97年是洛加公園的最後一個球季，亦是新特蘭升上英超的首季，但不幸球隊以降班終結，新特蘭在洛加公園上演最後一場賽事以3-0淨勝愛華頓。賽後舉行特別儀式，由獲選球會「世紀最佳球員」（Player of the Century）的查理·赫尔利（Charlie Hurley）掘起球場草坪中圈開球點的草皮，再移植到新球場上。於球會遷出後，洛加公園被拆卸重新發展為住宅小區，為紀念洛加公園的舊址，小區內的街道分別命名為「升班街」（Promotion Close）、「大鐘看台街」（Clockstand Close）、「球門口街」（Goalmouth Close）、「中場徑」（Midfield Drive）、「入閘機街」（Turnstile Mews）和「洛加公園街」（Roker Park Close）
。

## 1966年世界盃
1966年世界盃在英格蘭舉行，米德爾斯伯勒的艾雅蘇美公園球場與洛加公園獲選為東北部賽區的主辦賽場，進行第四組的分組賽賽事，各舉行3場賽事，蘇聯、意大利和智利均有在洛加公園亮相，只有北韓全程留守艾雅蘇美公園。洛加公園亦有舉行1場八強淘汰賽，結果蘇聯以2-1擊敗匈牙利再晉一級。
分組賽
| 1966年7月13日 19:30 BST |

| 義大利                             | 2 – 0 | 智利 |
| ---------------------------------- | ----- | ---- |
| 桑德罗·马佐拉 8' · 保罗·巴里松 88' | 報告  |      |

| 桑德兰，洛加公園球場 觀眾人數：30,000 ：Gottfried Dienst (瑞士) |

| 1966年7月16日 15:00 BST |

| 苏联                | 1 – 0 | 義大利 |
| ------------------- | ----- | ------ |
| 伊戈尔·基斯连科 57' | 報告  |        |

| 桑德兰，洛加公園球場 觀眾人數：27,800 ：Rudolf Kreitlein (西德) |

| 1966年7月20日 19:30 BST |

| 苏联                   | 2 – 1 | 智利            |
| ---------------------- | ----- | --------------- |
| 瓦雷里·波古贊 28', 85' | 報告  | 鲁本·马科斯 32' |

| 桑德兰，洛加公園球場 觀眾人數：22,000 ：John Adair (北愛爾蘭) |

半準決賽
| 1966年7月23日 15:00 BST |

| 苏联                                   | 2 – 1 | 匈牙利          |
| -------------------------------------- | ----- | --------------- |
| 伊戈尔·基斯连科 5' · 瓦雷里·波古贊 46' | 報告  | 拜奈·费伦茨 57' |

| 桑德兰，洛加公園球場 觀眾人數：26,844 ：Juan Gardeazábal Garay (西班牙) |

## 外部連結
- BBC Wear pictures - 1966 World Cup at Roker Park （页面存档备份，存于）

54°55′16.68″N 1°22′31.73″W / 54.9213000°N 1.3754806°W